# Habitatge al carrer Codolar, 8 (Tossa de Mar)
L'edifici situat al Carrer Codolar, 8 de Tossa de Mar (Selva) forma part de l'Inventari del Patrimoni Arquitectònic de Catalunya. És un edifici de dues plantes, entre mitgeres, cobert amb una teulada d'una sola aiguda de vessant a façana. L'edifici està ubicat al costat dret del carrer Codolar.

## Descripció
L'immoble està estructurat internament basant-se en dues crugies. La planta baixa consta de dues obertures, a destacar el portal d'accés amb les impostes de l'arc retallades en forma de quart de cercle i equipat amb una poderosa llinda monolítica i muntants de pedra ben treballats i escairats. Acompanyant el portal en la planta baixa, trobem una finestra irrellevant que no ha rebut cap tractament singular.
En el primer pis trobem dues finestres. La primera, ubicada simètricament sobre el portal, és rectangular i està equipada amb llinda monolítica, muntants de pedra i ampit treballat. Sota de l'ampit trobem la solució arquetípica, que consisteix en la disposició de dues o tres pedres, com a mesura de reforç en la sustentació de la pesant finestra. La segona finestra, igual que succeeix amb la finestra de la planta baixa, és irrellevant, ja que no ha experimentat cap treball destacat. Tanca l'edifici en la part superior, un ràfec molt sobri compost per tres fileres: la primera de rajola plana i la segona i la tercera de teula.